# Пудаков, Амангельды Курбанменглиевич
Амангельды Курбанменглиевич Пудаков (туркм. Amangeldi Pudakow) — туркменский государственный деятель.

## Биография
Родился в 1966 году в селе Окарем Гасан-Кулийского района Красноводской области.
Образование высшее. В 1990 году окончил Туркменский политехнический институт. По специальности — технолог методики бурения и эксплуатации нефтяных и газовых залежей.
1990—1995 — от оператора по добыче нефти и газа до начальника цеха управления НГДУ «Гамышлыджанебит».
1995—1996 — начальник отдела по внедрению новой техники и технологии и сотрудничеству с иностранными фирмами аппарата концерна «Балканнебитгазсенагат».
1996—1999 — главный инженер НГДУ «Небитдагнебит», НГДУ «Готурдепенебит».
30.06.1999 — 15.11.2002 — заместитель председателя Государственного концерна «Туркменнефть».
15.11.2002 — 23.01.2004 — 1-й заместитель председателя Государственного концерна «Туркменнефть».
23.01.2004 — 13.09.2005 — министр нефтегазовой промышленности и минеральных ресурсов Туркменистана.
06.07.2004 — 13.09.2005 — исполнительный директор Компетентного органа по использованию углеводородных ресурсов при Президенте Туркменистана (по совместительству).
13.09.2005 — 03.03.2006 — директор Туркменбашинского нефтеперерабатывающего завода.
3 марта 2006 года на заседании Кабинета министров обвинен в махинациях с нефтью и крупных хищениях, «исчисляемых десятками миллионов долларов». Дальнейшая судьба неизвестна.